# A City by the Light Divided
A City by the Light Divided è il quarto album in studio del gruppo post-hardcore statunitense dei Thursday, pubblicato nel 2006.

## Tracce
1. The Other Side of the Crash/Over and Out (Of Control) – 4:41
2. Counting 5-4-3-2-1 – 3:19
3. Sugar in the Sacrament – 5:12
4. At This Velocity – 2:58
5. We Will Overcome – 3:39
6. Arc-Lamps, Signal Flares, a Shower of White (The Light) – 2:32
7. Running from the Rain – 4:00
8. Telegraph Avenue Kiss – 3:35
9. The Lovesong Writer – 5:18
10. Into the Blinding Light – 3:48
11. Autumn Leaves Revisited – 6:56

## Formazione
Gruppo
- Geoff Rickly – voce
- Tom Keeley – chitarra, cori
- Steve Pedulla – chitarra, cori
- Tim Payne – basso, cori
- Tucker Rule – batteria, cori

Collaboratori
- Andrew Everding – tastiere
- Amanda Tannen – voce in We Will Overcome
- Mary Fridmann – voce in We Will Overcome